# Close to you (single van Jack Jersey)
Close to you is een nummer van Jack Jersey uit 1989. Hij schreef het samen met Tom Peters en het verscheen op een single en maxisingle. Het is de titelsong van zijn muziekalbum uit 1988.
Op de B-kant van de single staat Juanita - Peaches on a tree - One is one, een medley van drie nummers die hij begin jaren zeventig voor de Nederlandse zanger Nick MacKenzie schreef. Op de maxisingle staan de volledige versies van deze vier nummers. Ook komen ze alle vier terug op het muziekalbum Close to you, dat hij in 1988 uitbracht.
Het is een elektronisch rock-'n-roll-nummer waarin hij een jonge vrouw bezingt met wie hij een relatie had. Het is een van zijn laatste singles uit zijn zangcarrière. Het liefdeslied heeft het Elvis Presley-geluid waarmee Jersey als solozanger bekend is geworden.